# CDP Reti
CDP Reti SpA è una società pubblica italiana del gruppo Cassa Depositi e Prestiti che gestisce investimenti partecipativi in Snam, Italgas e Terna per sostenere lo sviluppo delle infrastrutture strategiche italiane nei settori del gas e dell'energia elettrica.

## Mission
La mission di CDP Reti è la gestione degli investimenti partecipativi in Snam, Italgas e Terna, come investitore di lungo termine con l'obiettivo di sostenere lo sviluppo delle infrastrutture di trasporto, rigassificazione, stoccaggio e distribuzione del gas naturale e della trasmissione di energia elettrica.

## Partecipazioni
- Terna – 29,85% Elettrodotti
- Snam – 30,37% Gasdotti
- Italgas – 26,04% Distribuzione gas

## Azionariato
Gli azionisti sono:
- Cassa depositi e prestiti - CDP – 59,1%
- State Grid Europe Limited - SGEL (società del gruppo State Grid Corporation of China) – 35%
- Investitori istituzionali italiani – 5,9%.